# 八女市福祉バス

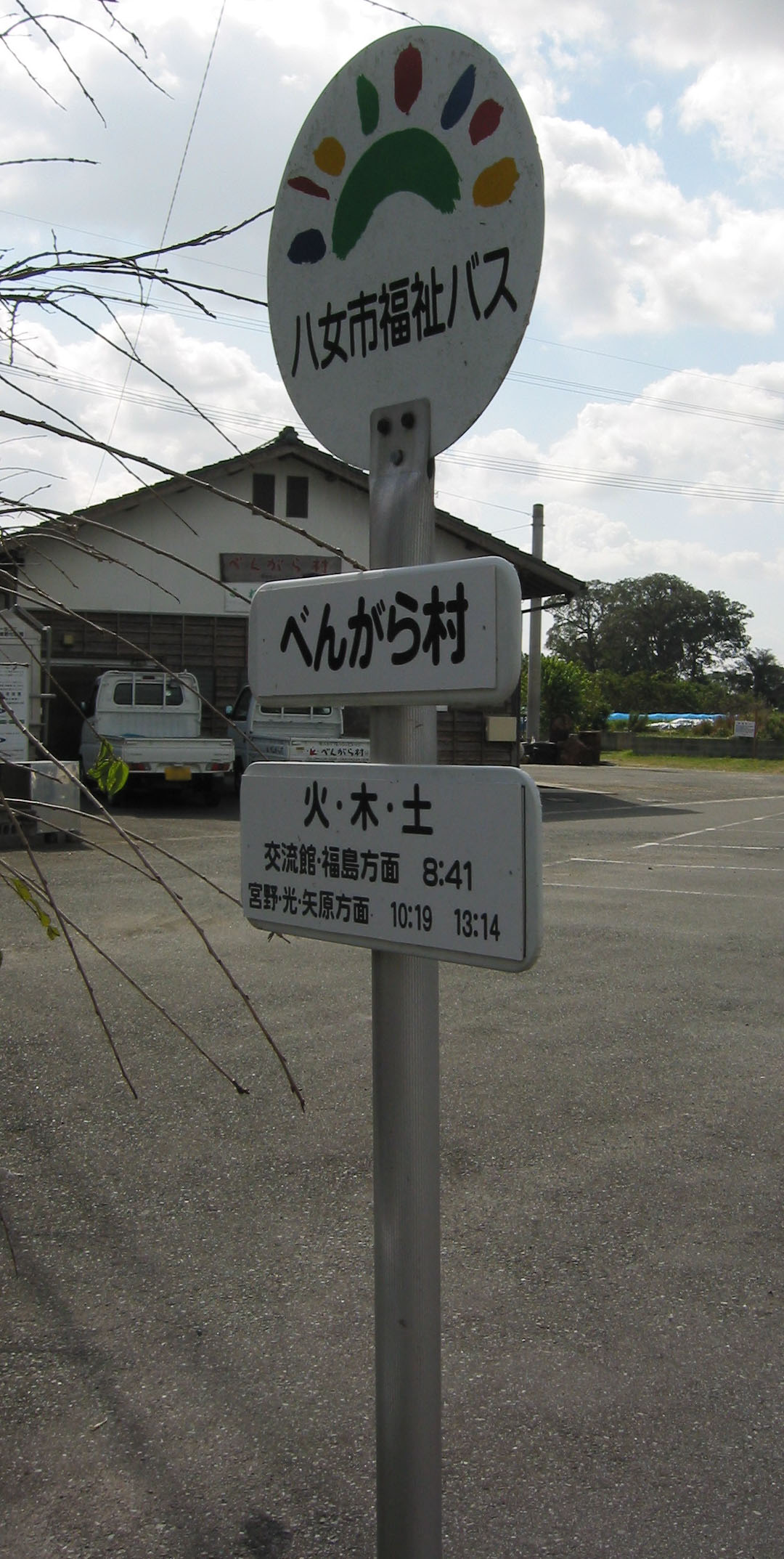
福祉バスのバス停

八女市福祉バス（やめしふくしバス）は、福岡県八女市にて運行していたコミュニティバスである。「さちかぜ号」の愛称が付けられていた。

## 概要
- 以下は廃止（2011年4月1日）前日における概要である。
- 料金は、1回100円。70歳以上の高齢者、および、障害者は、半額になる制度がある。
- 日曜・祝祭日・12月29日 - 1月3日は運休。
- 運行は、八女大鶴タクシーに委託されている。[1]
  - 以前は、市の自家用自動車による有償運送として運行されていた。[2]
- ジャンボタクシー用車両を使用した、乗合タクシーである。

## 沿革
- 2006年7月1日 - 路線・時刻改正。[3]
  - 運行形態を、80条バスからタクシー会社委託の乗合タクシーに変更。
  - 路線を3コース（A・B・Cコース）から4コース（1 - 4コース）に変更。
  - 運行日は、各路線月曜 - 金曜の運行から2コースずつの隔日運行に変更。
- 2011年4月1日― 八女市乗合型予約タクシー の運行範囲拡大により廃止。

## 路線
※以下は2010年1月当時の情報である。
1コース
- 市役所 - 多世代交流館 - 公立病院 - 祈祷院1 - 忠見南 - 本 - 黒土 - 北田形
  - 月曜・水曜・金曜のみの運行。

2コース
- 市役所 - 公立病院 - 多世代交流館 - 上稲富 - 鵜池 - 立野 - 下新庄 - 川犬 - 平 - 宮島
  - 月曜・水曜・金曜のみの運行。

3コース
- 市役所 - 公立病院 - 多世代交流館 - べんがら村 - 上柳瀬 - 矢原
  - 火曜・木曜・土曜のみの運行。

4コース
- 多世代交流館 - 公立病院 - 市役所 - 宅間田 - 岩崎 - 今福 - 室岡
  - 火曜・木曜・土曜のみの運行。

### かつて運行されていた路線
80条バスとして3コースで運行されていた当時の路線は、以下の通りである（全停留所記載）。
Aコース
- 市役所 - 祈祷院（第2） - 北田形 - 柳島 - 祈祷院（第1） - 上津江 - 下津江 - 総合体育館 - 伝統工芸館 - 老人福祉センター - 市役所（午前の便）
- 市役所 - 老人福祉センター - 伝統工芸館 - 総合体育館 - 下津江 - 上津江 - 祈祷院（第1） - 祈祷院（第2） - 柳島 - 北田形 - 市役所（午後の便）

Bコース
- 市役所 - 伝統工芸館 - 老人福祉センター - 上稲富 - 国武 - 西田 - 新庄 - 八幡保育所 - 宮島 - 泉島 - 川犬 - 前古賀 - 立野 - 市役所（午前の便は逆順、午後の便は正順）

Cコース
- 市役所 - 光 - 平 - 八幡保育所 - 新庄 - 西田 - 国武 - 上稲富 - 伝統工芸館 - 老人福祉センター - 市役所（午前の便）
- 市役所 - 伝統工芸館 - 老人福祉センター - 上稲富 - 国武 - 西田 - 新庄 - 八幡保育所 - 平 - 光 - 市役所（午後の便）

## 車両

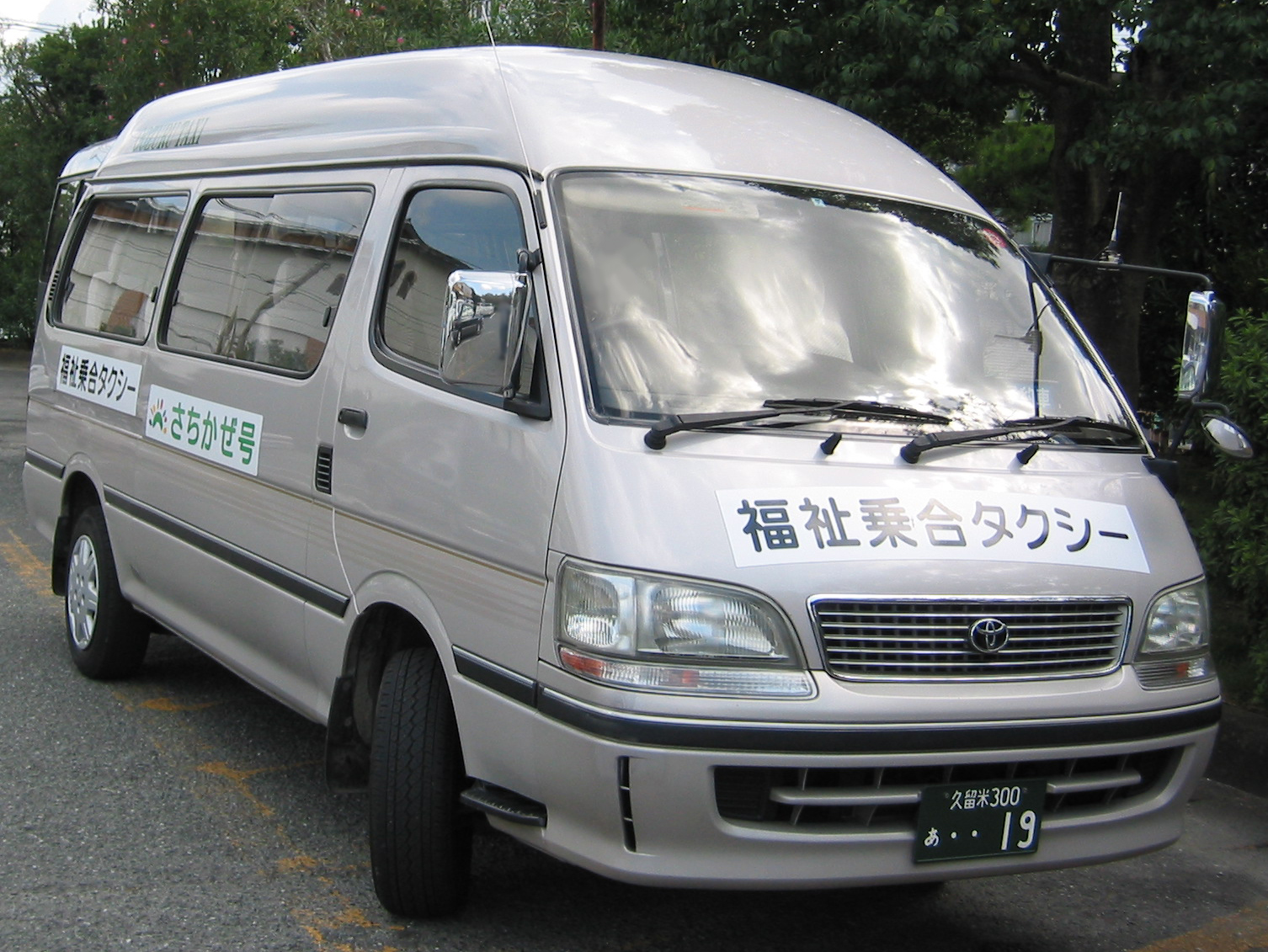
福祉バスの車両（八女大鶴タクシー）

- トヨタ・ハイエースを使用していた。